# 西出弥加

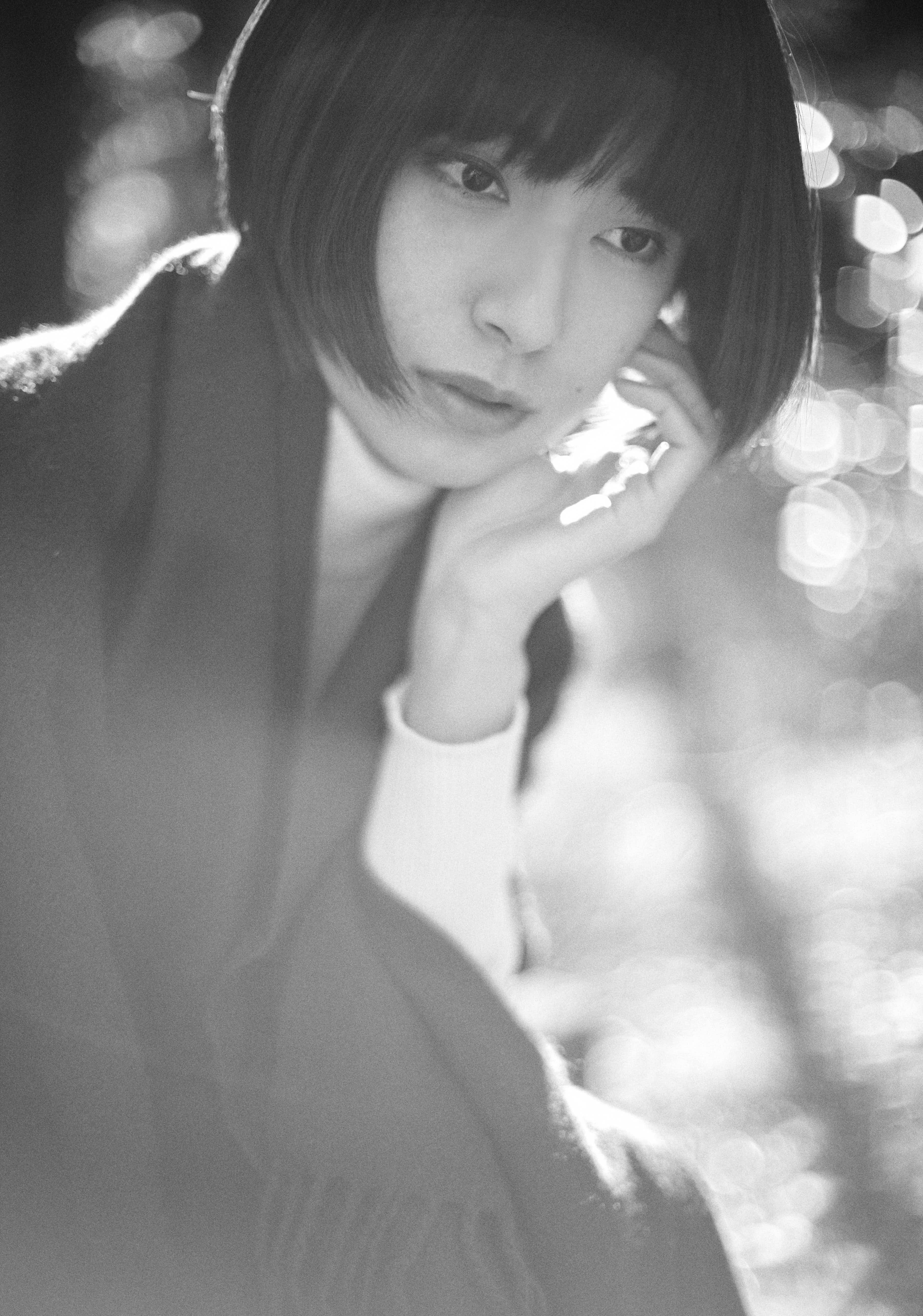
2019年

西出 弥加（にしで さやか、 1988年9月19日 - ）は、埼玉県出身のグラフィックデザイナー、画家、Youtuber。1歳の時から色鉛筆で絵を描き始める。20歳の時mixiに投稿したイラストがきっかけで絵の仕事を始める。2014年に「げんきくん、食べちゃうの？」を出版、絵本作家デビュー。

## 来歴
文具商品デザインを中心に、企業のアートディレクションやデザインなどを手がける。大学時代には絵画モデルやファッションモデル業をしていた。また近年、亡き人のイメージを具現化し絵に落としこむ追悼画家としての活動が増えている。NHK教育「Rの法則」ブースに絵画を展示。美容専門誌「クレアボー」に「あろまのえほん」連載。学研教育みらい 実践障害児教育 連載企画。百貨店や美術館などで作品を全国販売。身体障害者福祉のための児童生徒美術展 特選 、全日本学生美術展 2年連続 特選、郷土を描く美術展 2年連続金賞。

## 略歴
- 1988年 埼玉県生まれ[1]
- 2007年 埼玉県立春日部女子高等学校卒業[要出典]
- 2011年[要出典] 明治学院大学 社会福祉学科卒業[1]

## 主な著書
- 2014年9月『げんきくん、食べちゃうの？』（JVB BOOKS）

## 出演
- 2015年07月 NHK Eテレ『Rの法則』ブース出展 at 超十代イベント
- 2015年12月12日 J-WAVE 『ANA WORLD AIR CURRENT』ヴァイオリニスト葉加瀬太郎と対談
- 2015年08月21日 GYAOトーク番組『ぶるぺん〜今まさに世に出ようとしている「あったまった人々」が登場!〜』ゲスト出演
- 2018年10月 TBS『林先生が驚く初耳学!』
- 2018年12月 女子SPA! 記事掲載 (総合アクセスランキング 1位)
- 2019年10月　フジテレビ『NONFIX アスペルガーの絵本作家』
- 2019年10月　ESSE記事掲載（アクセスランキング１位）